# Opius demosthenis
Opius demosthenis är en stekelart som beskrevs av Fischer 1970. Opius demosthenis ingår i släktet Opius och familjen bracksteklar. Inga underarter finns listade i Catalogue of Life.